# غونار إيزاشسين
غونار إيزاشسين (بالنرويجية البوكمول: Gunnar Isachsen)‏ هو عسكري نرويجي، ولد في 3 أكتوبر 1868 في دروباك في النرويج، وتوفي في 19 ديسمبر 1939 في أسكر في النرويج بسبب نوبة قلبية.